# De la vida de las marionetas
De la vida de las marionetas (Aus dem Leben der Marionetten en su alemán original) es una película para televisión dramática de 1980 dirigida por Ingmar Bergman.
Coproducción entre Suecia y República Federal de Alemania se trata de uno de los últimos trabajos del realizador fuera de su país de origen. Destaca por ser una película formalmente innovadora y experimental al estar narrada en clave de documental.

## Sinopsis
Peter y Katarina Egermann forman un matrimonio acomodado que aparentemente se lleva bien. El es un hombre de negocios y ella dirige una casa de modas. Pero en una convivencia más profunda hay incomunicación. Desde hace un par de años Peter tiene un sueño recurrente en el que mata a su mujer.
Inquieto por ese recurrente sueño Peter acude a un psiquiatra para tratar esta obsesión. Mogens el psiquiatra, que mantiene una relación con Katarina, no adopta medidas. Peter realiza, con poca convicción, un intento de suicidio. Va a un club de prostitutas donde una le desata el instinto de matar. Peter, en un momento de bloqueo psíquico, elige una víctima sustitutoria a la que viola y estrangula.
En breves escenas de interrogatorio después del asesinato diversas personas del entorno de Peter Egermann intentan dar sus explicaciones del suceso. El propio Peter en una clínica se ha encerrado en el silencio.

## Reparto
- Robert Aztorn (Peter Egermann)
- Christine Buchegger (Katharina Egermann)
- Martin Benrath (Mogens Jensen)
- Rita Russek ("Ka")
- Lola Müthel (Cordelia Egermann)
- Walter Schmidinger (Tim)
- Heinz Bennet (Arthur Brenner)
- Ruht Olafs (Enfermera)
- Karl Heinz Pelser (Policía investigador)
- Gaby Dohm (Secretaria)
- Toni Berger (Guardián)

## Recepción
La película obtiene valoraciones positivas en los portales de información cinematográfica. En la Revista Fotogramas obtiene una puntuación de 5 sobre 5.

"Uno de los últimos films de Bergman, realizado en Alemania. Planteado como una encuesta policial, crea un clima sórdido y opresivo a través del que su director desarrolla sus tradicionales obsesiones. No siempre comprendida, es una de sus obras mayores, en la que se centra sobre el lado más oscuro de la existencia."
Crítica de Revista Fotogramas 

En FilmAffinity obtiene una valoración de 7,6 sobre 10 con 2.167 votos.

"Retrato complejo y estremecedor de un psicópata de libro -o como transitar, sin despeinarse, por los oscuros recovecos de la mente-. La primera escena (rodada en tonos rojos, milimétrica en su composición, con precisos encuadres llenos de expresividad, brutal y sin sangre y un tanto psicodélica) deja muy a las claras cuál va a ser la textura de la narración. A partir de ahí, Bergman despliega su inmenso talento para reconstruir, en clave de reportaje negro y blanco, el antes y el después de la secuencia inicial."
Crítica de Servadac en FilmAffinity 

En IMDb la película registra una puntuación de 7,5 sobre 10 con 2.834 valoraciones.

"Lo mejor de esta película no es solo su fotografía, ni sus personajes. Es la mejor narración de una historia empleando el flash-forward y el flash-back que hace que tu mente intente armar este extraordinario rompecabezas. Bergman hizo esto antes de Pulp Fiction de Quentin Tarantino. Y lo mantiene en un nivel íntimo deambula en los hoyos oscuros de la sexualidad y los sentimientos humanos. Así que mira la película con la mente abierta."
Crítica de Erick Castaway en IMDB 